# Thái Lan 3–2 Indonesia (1998)
Vào ngày 31 tháng 8 năm 1998, trận đấu giữa hai đội tuyển Thái Lan và Indonesia trong khuôn khổ lượt trận cuối cùng thuộc bảng A Giải vô địch bóng đá Đông Nam Á 1998 đã diễn ra trên sân vận động Thống Nhất tại Thành phố Hồ Chí Minh, Việt Nam. 
Trước trận đấu này, Indonesia đang tạm thời xếp ở vị trí nhất bảng A, trong khi Thái Lan – đương kim vô địch của giải đấu – đứng nhì bảng sau hai lượt trận đã đấu. Một kết quả hòa với hai đội, hoặc thua vừa đủ đều sẽ giúp họ đi tiếp, song cả hai đội đều không muốn gặp đội đứng nhì bảng B (đội tuyển Việt Nam) tại vòng bán kết, nên đã tỏ ra không mặn mà trong việc giành ngôi nhất bảng. Cả hai được cho là đã thi đấu thiếu quyết tâm trong trận đấu này, mà đỉnh điểm là việc cầu thủ Mursyid Effendi của Indonesia đã cố tình đá phản lưới nhà vào những phút cuối cùng của trận đấu, ấn định tỷ số 3–2 và phần thắng nghiêng về Thái Lan; qua đó tuyển Thái Lan đứng đầu bảng và phải gặp chủ nhà Việt Nam ở bán kết.
Truyền thông Thái Lan, Indonesia và một số quốc gia khác đã lên tiếng chỉ trích thái độ thi đấu của các cầu thủ đôi bên trong trận đấu, đặc biệt là hành vi cố tình đá phản lưới nhà của Mursyid Effendi. Liên đoàn bóng đá Đông Nam Á sau đó đã phạt cả hai đội tuyển 40.000 USD vì "vi phạm tinh thần thể thao", ngoài ra Liên đoàn bóng đá châu Á còn ban hành lệnh cấm hai đội tham dự các giải đấu quốc tế, mặc dù đã bị gỡ bỏ chỉ sau khoảng một tháng. Riêng người đá phản lưới nhà Mursyid đã bị FIFA cấm thi đấu quốc tế suốt đời, cộng với việc bị cấm thi đấu trong nước một năm. Hai đội bóng sau đó đều bị loại ở bán kết và tái ngộ trong trận tranh hạng ba, nơi Indonesia đã giành vị trí thứ ba chung cuộc tại giải đấu.

## Trước trận đấu
| Đội         | ST | T | H | B | BT | BB | HS | Điểm |
| ----------- | -- | - | - | - | -- | -- | -- | ---- |
| Indonesia   | 2  | 2 | 0 | 0 | 9  | 2  | +7 | 6    |
| Thái Lan    | 2  | 1 | 1 | 0 | 4  | 2  | +2 | 4    |
| Myanmar     | 2  | 0 | 1 | 1 | 3  | 7  | −4 | 1    |
| Philippines | 2  | 0 | 0 | 2 | 1  | 6  | −5 | 0    |

| Đội       | ST | T | H | B | BT | BB | HS | Điểm |
| --------- | -- | - | - | - | -- | -- | -- | ---- |
| Singapore | 3  | 2 | 1 | 0 | 6  | 1  | +5 | 7    |
| Việt Nam  | 3  | 2 | 1 | 0 | 5  | 1  | +4 | 7    |
| Malaysia  | 3  | 0 | 1 | 2 | 0  | 3  | −3 | 1    |
| Lào       | 3  | 0 | 1 | 2 | 2  | 8  | −6 | 1    |

Thái Lan bước vào giải đấu với tư cách là nhà đương kim vô địch, trong khi Indonesia xếp thứ tư chung cuộc tại Giải vô địch bóng đá Đông Nam Á 1996. Cả hai đều được xếp vào bảng A của Tiger Cup 1998 cùng với Myanmar và Philippines. Trong hai lượt trận đầu tiên, Indonesia đã đánh bại Philippines 3–0 và Myanmar 6–2, trong khi đương kim vô địch Thái Lan bị Myanmar cầm hòa 1–1 trước khi thắng Philippines 3–1. Ở lượt đấu cuối cùng vào ngày 31 tháng 8, Myanmar vượt qua Philippines với tỷ số 5–2 trong trận đấu diễn ra trước và giành được 4 điểm, đồng nghĩa với việc Thái Lan và Indonesia chỉ cần hòa nhau để cùng giành quyền đi tiếp, trong đó Indonesia sẽ xếp đầu bảng còn Thái Lan xếp nhì bảng.
Bảng B của giải đấu đã kết thúc một ngày trước đó, với việc Singapore và Việt Nam đã giành hai tấm vé đi tiếp vào vòng bán kết lần lượt ở các vị trí nhất bảng và nhì bảng. Bảng B của giải thi đấu tại thủ đô Hà Nội còn bảng A diễn ra ở Thành phố Hồ Chí Minh, và luật của giải khi đó quy định hai đội nhất bảng phải di chuyển sang sân khác ở bán kết, hai đội nhì bảng thì ở lại địa điểm đã thi đấu vòng bảng để tiếp đón đối phương. Điều này khiến cả Indonesia và Thái Lan lo ngại, khi không đội nào muốn gặp chủ nhà Việt Nam trong thế phải làm khách ở Hà Nội vào dịp Quốc khánh Việt Nam và phải đối diện với sức ép lớn từ lợi thế sân nhà của người Việt. Về phía Thái Lan, một trận hòa hoặc thua với tỷ số vừa đủ sẽ giúp họ có được vị trí nhì bảng, trong khi với Indonesia, họ cần phải thua trận đấu này. Vì thế, hai đội dường như ra sân với tâm lý muốn thua trận để được xếp nhì bảng.

## Trận đấu

### Tóm tắt
Vì tâm lý không muốn phải gặp tuyển Việt Nam ở Hà Nội, cả hai đội đều thi đấu lững thững, không muốn tấn công và không cố gắng ghi bàn trong hiệp một, khiến hiệp đấu này kết thúc với tỷ số hòa không bàn thắng; thậm chí theo The New York Times, hầu như "không có một tiếng còi nào vang lên". Nhiều khán giả đã la ó phản đối và rời khỏi sân chỉ sau mười lăm phút.
Sang hiệp hai, Miro Baldo Bento đã ghi bàn mở tỷ số cho Indonesia ở phút thứ 52. Nhưng chỉ 10 phút sau, hàng thủ Indonesia gần như đứng yên để cho Kritsada Piandit có pha cứa lòng gỡ hòa 1–1 cho Thái Lan. Phút 84, Aji Santoso ghi bàn đưa Indonesia dẫn trước 2–1 nhưng cũng chỉ sau đó hai phút, hàng thủ Indonesia tiếp tục không phản ứng khi Therdsak Chaiman lao xuống dứt điểm và ghi bàn gỡ hòa 2–2 trong tình huống mà thủ môn Hendro Kartiko không lao ra truy cản, đợi cầu thủ Thái Lan dứt điểm rồi mới đổ người ra vẻ phản ứng. Tỷ số 2–2 là kết quả làm Indonesia phải nhận ngôi đầu bảng, và đúng phút thứ 90, mặc dù các cầu thủ Thái Lan nỗ lực ngăn cản, hậu vệ Mursyid Effendi của Indonesia dẫn bóng về rồi sút tung lưới nhà trong sự ngỡ ngàng của các khán giả và cả ban huấn luyện tuyển Thái Lan. Effendi thậm chí còn thể hiện hành động vỗ tay để "ăn mừng" bàn phản lưới nhà này. Kết quả trận đấu chung cuộc là 3–2 nghiêng về tuyển Thái Lan và họ phải gặp Việt Nam tại vòng bán kết.

### Chi tiết
| Thái Lan                                           | 3–2                           | Indonesia             |
| -------------------------------------------------- | ----------------------------- | --------------------- |
| - Kritsada 62' - Therdsak 86' - Mursyid 90' (l.n.) | Chi tiết (VNN) Chi tiết (FPT) | - Bento 52' - Aji 84' |

| Thái Lan | Indonesia |

|                  |    |                            |          |         |
|                  |    |                            |          |         |
| TM               | 22 | Sarawut Kambua             |          |         |
| HV               | 5  | Choketawee Promrut         | Thẻ vàng |         |
| HV               | 7  | Natee Thongsookkaew (đ.t.) |          | Thay ra |
| HV               | 16 | Surachai Jirasirichote     |          |         |
| HV               | 21 | Kovid Foythong             |          |         |
| TV               | 6  | Sanor Longsawang           |          | Thay ra |
| TV               | 8  | Therdsak Chaiman           |          |         |
| TV               | 15 | Sunai Jaidee               |          |         |
| TĐ               | 4  | Kiarung Threjagsang        |          |         |
| TĐ               | 14 | Anan Punsanai              |          |         |
| TĐ               | 20 | Chaichan Kiewsen           |          | Thay ra |
| Dự bị:           |    |                            |          |         |
| HV               | 2  | Kritsada Piandit           |          | Vào sân |
| TĐ               | 9  | Ronnachai Sayomchai        |          | Vào sân |
| TĐ               | 19 | Worrawoot Srimaka          |          | Vào sân |
| Huấn luyện viên: |    |                            |          |         |
| Wittaya Laohakul |    |                            |          |         |

|                  |    |                   |  |         |
|                  |    |                   |  |         |
| TM               | 20 | Hendro Kartiko    |  |         |
| HV               | 4  | Mursyid Effendi   |  |         |
| HV               | 5  | Hartono           |  |         |
| HV               | 12 | Alexander Pulalo  |  | Thay ra |
| HV               | 19 | Nur'alim          |  |         |
| TV               | 6  | Imam Riyadi       |  | Thay ra |
| TV               | 11 | Bima Sakti (đ.t.) |  |         |
| TV               | 13 | Kuncoro           |  |         |
| TV               | 15 | Uston Nawawi      |  |         |
| TĐ               | 7  | Widodo Putro      |  |         |
| TĐ               | 8  | Yusuf Ekodono     |  |         |
| Dự bị:           |    |                   |  |         |
| HV               | 3  | Aji Santoso       |  | Vào sân |
| TĐ               | 9  | Miro Baldo Bento  |  | Vào sân |
| Huấn luyện viên: |    |                   |  |         |
| Rusdy Bahalwan   |    |                   |  |         |

| Trợ lý trọng tài: M. Elagakovan (Malaysia) Krishnan Visanathan (Singapore) Trọng tài thứ tư: Chan Siu Kee (Hồng Kông) | Nguồn: |

## Sau trận đấu
Mursyid Effendi, người đá phản lưới nhà của Indonesia đã chia sẻ: "Ban đầu tôi không phải là người phải làm điều đó [đá lưới nhà] bởi trong đội có Kuncoro và Aji Santoso. Nhưng, cuối cùng chính tôi phải phản lưới nhà sau khi nhận được chỉ thị từ Aji". Anh đồng thời cho rằng mình làm điều này vì lợi ích của tuyển Indonesia. Khi nói về trận đấu, huấn luyện viên Rusdy Bahalwan của Indonesia cho biết đây là lần đầu tiên ông thấy một đội bóng chơi như vậy, đồng thời bày tỏ sự "xấu hổ". Huấn luyện viên Vithaya Laohakul bên phía Thái Lan thừa nhận trận đấu đã diễn ra không đẹp mắt, nhưng lại nói thêm rằng không đội nào muốn vượt hàng nghìn cây số để ra Hà Nội thi đấu với đội tuyển Việt Nam.
Truyền thông Indonesia được cho là vô cùng phẫn nộ trước hành vi của đội tuyển ở thời điểm đó, và dành những lời chỉ trích nhắm thẳng vào các cầu thủ đội nhà và cả Hiệp hội bóng đá Indonesia (PSSI), dẫn đến việc chủ tịch PSSI khi đó là Azwar Anas phải từ chức. Truyền thông Thái Lan đã gọi trận đấu với Indonesia là "trận đấu ô nhục", đòi tẩy chay các cầu thủ như Choketawee Promrut, Therdsak Chaiman, Chaichan Kiewsen khỏi đội tuyển. Về phía Việt Nam, Bộ trưởng Thể thao nước này khi đó là ông Hà Quang Dự còn gây sức ép để Liên đoàn bóng đá Đông Nam Á (AFF) xử thua cả hai đội Thái Lan và Indonesia, và cho Việt Nam vào chung kết gặp Singapore. Trận đấu vòng bảng giữa Thái Lan và Indonesia này về sau vẫn được giới truyền thông nhắc đến như một "vết nhơ", "scandal" lớn trong lịch sử giải vô địch bóng đá Đông Nam Á; thậm chí, tờ The Times của Anh còn chọn bàn phản lưới nhà của Mursyid trong trận đấu vào top 10 bàn phản lưới đáng nhớ nhất.
Liên đoàn bóng đá Đông Nam Á đã phạt cả hai đội tuyển 40.000 USD vì "vi phạm tinh thần thể thao" [sic]; án phạt sau đó đã được giảm xuống còn 20.000 USD với đội tuyển Indonesia và 10.000 USD với đội tuyển Thái Lan. Bên cạnh đó, Liên đoàn bóng đá châu Á (AFC) đã cấm cả Thái Lan và Indonesia tham gia các hoạt động bóng đá quốc tế, nhưng chỉ một tháng sau lệnh cấm này đã được dỡ bỏ. Với người đá phản lưới nhà Mursyid, anh bị FIFA cấm thi đấu quốc tế vĩnh viễn, ngoài ra còn bị cấm thi đấu trong nước một năm. Cầu thủ này về sau đã đi theo nghiệp huấn luyện.
Cả Thái Lan và Indonesia cùng lọt vào vòng bán kết sau trận đấu này. Thái Lan đã để thua đậm 0–3 trước Việt Nam, trong khi Indonesia thất bại 1–2 trước Singapore. Hai bên đã gặp lại nhau trong trận tranh hạng ba vào ngày 5 tháng 9 cũng trên sân Thống Nhất, trận đấu đã diễn ra quyết liệt hơn và đúng với thực lực của hai đội, kết thúc với tỷ số hòa 3–3 và Indonesia đã chiến thắng trong loạt sút luân lưu với tỷ số 5–4 để giành hạng ba chung cuộc tại giải.